# Pandemia de COVID-19 en Mónaco
La pandemia de COVID-19 en Mónaco es parte de la pandemia mundial en curso de la enfermedad por coronavirus 2019 (COVID-19) causada por el síndrome respiratorio agudo severo coronavirus 2 (SARS-CoV-2). Se confirmó que el virus llegó a Mónaco el 29 de febrero de 2020. 

## Precedentes
El 12 de enero de 2020, la Organización Mundial de la Salud (OMS) confirmó que un nuevo coronavirus fue la causa de una enfermedad respiratoria en un grupo de personas infectadas en Wuhan, Hubei, China, que se informó a la OMS el 31 de diciembre de 2019.
La tasa de letalidad de la enfermedad COVID-19 ha sido mucho más baja que la del SARS del año 2003, pero la transmisión ha sido significativamente mayor, con un número total de muertes significativo.

## Cronología

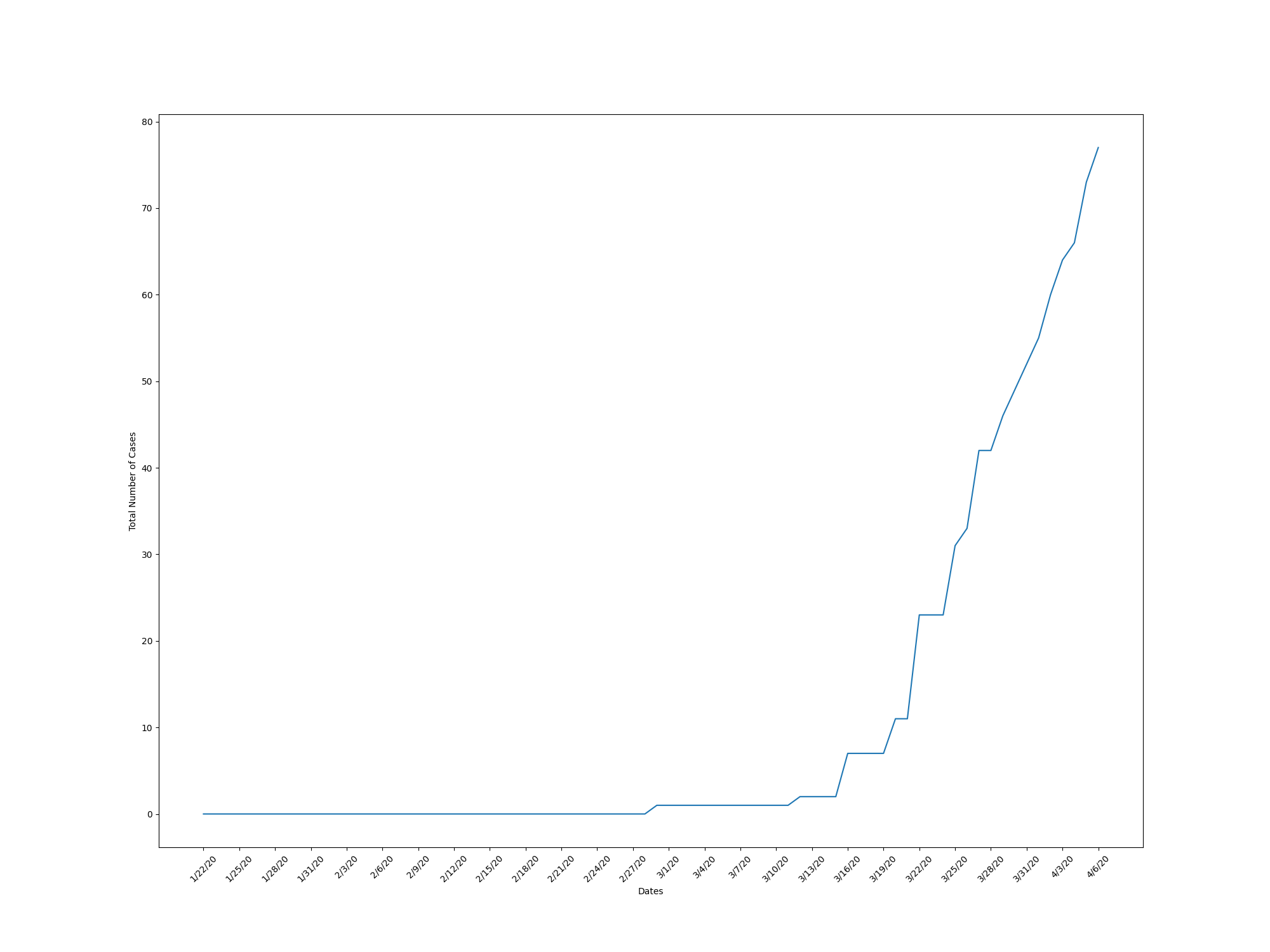
Gráfica de evolución de casos confirmados.

### Febrero de 2020
El 29 de febrero, el Principado de Mónaco anunció su primer caso, un hombre que fue ingresado en el Centro Hospitalario Princess Grace y luego fue trasladado al Hospital Universitario de Niza en Francia.

### Marzo de 2020
El 14 de marzo, el Gobierno ordenó el cierre de guarderías, gimnasios, parques, monumentos y escuelas. El concierto de San Patricio fue suspendido indefinidamente.
El 16 de marzo, el jefe del gobierno monegasco, Serge Telle, se convirtió en el primer jefe de gobierno en dar positivo en la prueba de COVID-19.
El 17 de marzo, por primera vez en su reinado, el príncipe monegasco Alberto II se dirigió a la nación en un discurso serio informando sobre el fortalecimiento de las medidas de cuarentena. Dos días después, Alberto se convirtió en el primer jefe de Estado en el mundo en dar positivo por coronavirus. Más tarde negó las sugerencias de que había infectado a Carlos, Príncipe de Gales, en un evento al que habían asistido los dos en Londres el 10 de marzo.
El Gran Premio de Mónaco fue cancelado el 19 de marzo después de que los organizadores no pudieron reorganizar la fecha de la carrera más allá de la fecha programada para el 24 de mayo, lo que marca la primera vez que el evento no se realiza desde el año de 1954.
El 25 de marzo, el Gobierno anunció que el número de personas infectadas por el coronavirus había llegado a 31.